# Ferdinand Laurencin
Graf Ferdinand Peter Laurencin d’Armond (* 15. Oktober 1819 in Kremsier, Mähren; † 4. Februar 1890 in Wien), Pseudonym Philokales, war ein österreichischer Musikschriftsteller und Musikkritiker.

## Leben
Ferdinand Laurencin war ein Sohn des Obersthofmeisters des Erzbischofs von Olmütz, Erzherzog Rudolph. Er kam 1832 nach Brünn, wo er das Gymnasium und ab 1836 die Universität besuchte und daneben Musikunterricht nahm. Anschließend studierte er Philosophie in Prag, wo er auch promoviert wurde. Seine musikalische Ausbildung vervollständige er 1837 bis 1839 bei Wenzel Johann Tomaschek und 1839 bis 1841 bei Karl Franz Pitsch. Zu dieser Zeit lernte er auch Louis Spohr, August Wilhelm Ambros und den Prager Musikjournalisten Anton Müller kennen, der ihn in das Schreiben von Kritiken einführte. Später ging Laurencin nach Wien, wo er Jura studierte und bis 1848 Mitarbeiter der Allgemeinen Wiener Musikzeitung war, für die er unter dem Pseudonym „Philokales“ insbesondere Berichte über Kirchenmusik-Aufführungen verfasste. 1847 bis 1852 war er im Staatsdienst tätig, danach freier Schriftsteller.
Im Gegensatz zu Eduard Hanslick und dessen Formalästhetik bezeichnete er in Anlehnung an Georg Wilhelm Friedrich Hegel und die idealistische Ästhetik das Gefühl bzw. einen „idealen Gehalt“ als Inhalt der Musik.
Eduard Hanslick schreibt über ihn in seinen Erinnerungen: „Ein Original ganz anderer Art war Graf Ferdinand Laurencin. Im Gegensatz zu dem verstandesscharfen, kritischen Nottebohm war er der musikalische Enthusiast vom reinsten Wasser. Mir ist nie wieder ein Mensch begegnet, den Musik so vollkommen entzücken und beglücken konnte, der so ausschließlich in Musik webte, lebte und – starb.“ Über Laurencins letzte Tage erzählt Hanslick: „Im Jahre 1891 [recte 1889] hatte ich noch die Freude, im engsten Freundeskreise, mit Brahms und Ehrbar den siebzigsten Geburtstag Laurencins zu feiern. Wie erquickte uns seine kindliche Freude, sein dankerfülltes Gemüt! In einem scherzhaften Toast sagte ich, auf seine Hinneigung zur neu-deutschen Schule anspielend, Laurencin habe zwar den übermäßigen und den verminderten Dreiklang verherrlicht, aber seine Seele werde dereinst sicherlich in Gestalt eines reinen Dreiklangs zum Himmel aufsteigen. Wir ahnten nicht, daß dies so bald geschehen werde. Laurencin hat seinen siebzigsten Geburtstag nur um wenige Wochen überlebt.“

## Schriften
- Zur Geschichte der Kirchenmusik bei den Italienern und Deutschen, Leipzig: Matthes 1856 (Digitalisat)
- Der dramatische Kirchenstyl. Sein Begriff, seine Stellung in der Gegenwart und Zukunft, nebst einem Rückblicke auf seine geschichtlich vorliegenden Gegensätze, in: Neue Zeitschrift für Musik, 1857, Nr. 25, S. 265f. und Nr. 26, S. 273–276
- Das Paradies und die Peri. Dichtung aus „Lalla Rookh“ von Th. Moore. In Musik gesetzt von Robert Schumann. Erläutert und Frau Clara Schumann ehrfurchtsvollst gewidmet, Leipzig: Matthes 1859 (Digitalisat)
- Dr. Eduard Hanslick’s Lehre vom Musikalisch-Schönen. Eine Abwehr, Leipzig: Matthes 1859 (Digitalisat)
- Die Harmonik der Neuzeit, Leipzig, C. F. Kahnt 1861 (Digitalisat)